# Desford
Desford – wieś i civil parish w Anglii, w hrabstwie Leicestershire, w dystrykcie Hinckley and Bosworth. Leży 11 km na zachód od miasta Leicester i 148 km na północny zachód od Londynu. W 2011 civil parish liczyła 3930 mieszkańców. Desford jest wspomniana w Domesday Book (1086) jako Deres/Diresford.